# Las Cuevas (Mendoza)

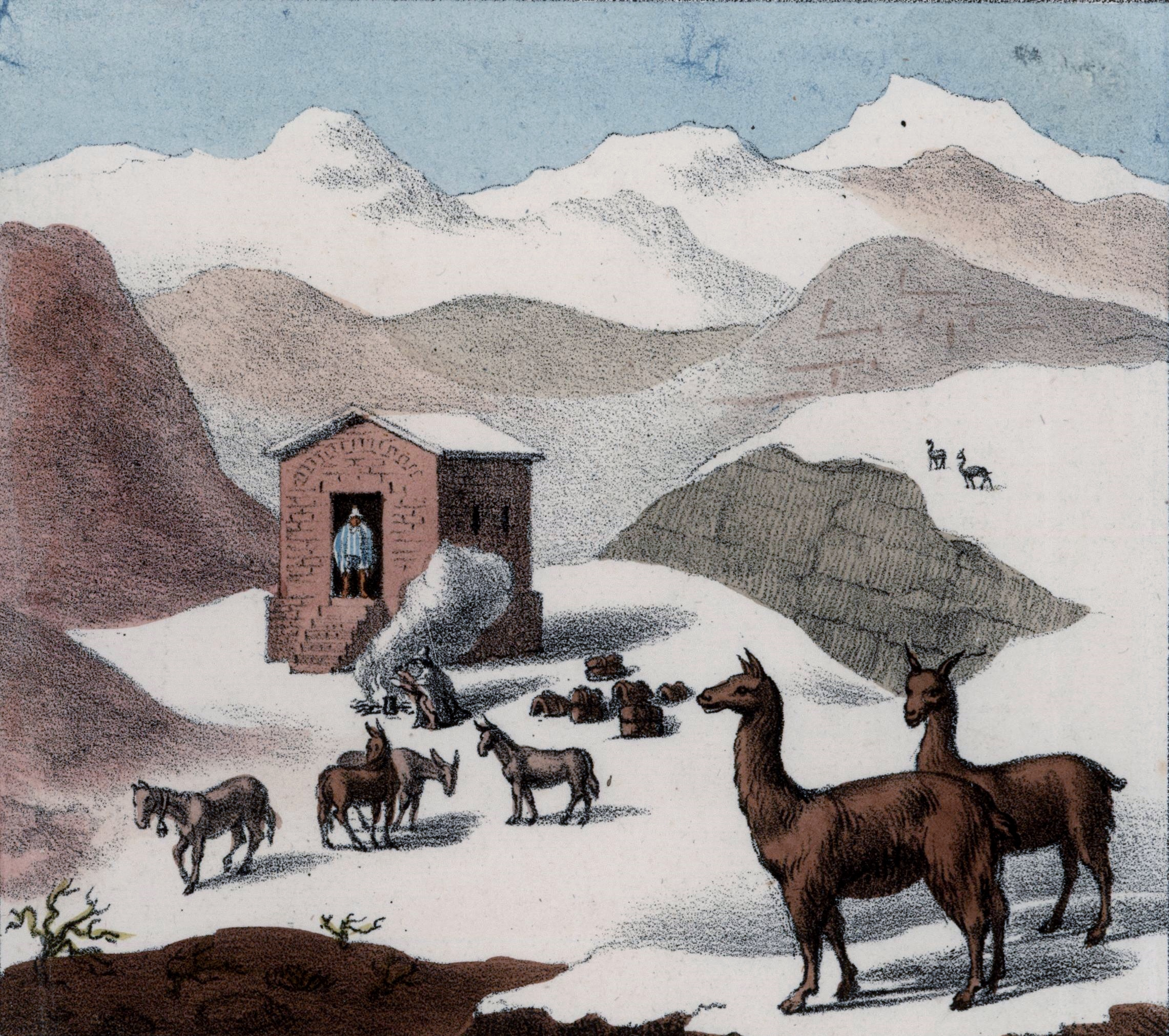
Zona de Las Cuevas, litografía coloreada de Scharf, 1824

Las Cuevas es una localidad del departamento Las Heras, provincia de Mendoza, Argentina.
Está situada en la cordillera de los Andes, próxima al límite internacional. 
En el año 2018 los distritos de Las Cuevas, Penitentes y Uspallata fueron fusionados en uno solo, llamado en la actualidad «Uspallata y Alta Montaña».
Es la localidad más elevada de la provincia (altitud 3557 m s. n. m.) y la situada más hacia el oeste.

Dista 210 km de la capital provincial y 88 km de Uspallata, el centro de servicios más cercano, vinculada por la Ruta Nacional 7. Tiene importancia por ser la última población de esa ruta, que constituye el principal corredor del Mercosur que comunica Brasil y Argentina con Chile, a través del túnel del Cristo Redentor (altitud 3.185 m s. n. m.). 
A 9 km de la población, subiendo por un camino estrecho y sinuoso que era parte de la antigua ruta hacia Chile (actual ruta nacional A006), se encuentra el monumento del escultor Mateo Alonso al Cristo Redentor, símbolo de la confraternidad entre Mendoza y Chile.
Existen oficinas donde se realiza el control aduanero y migratorio y un destacamento de gendarmería.
Contaba solamente con 7 habitantes (Indec, 1998) en el censo efectuado en 1998.
Entre 1910 y 1984 funcionó una estación del Ferrocarril Trasandino, la cual, era la más transitada de la estaciones intermedias de la línea, en gran parte debido a que era la última estación del lado argentino para luego cruzar el túnel y pasar al lado chileno. Desde esta estación hacia la ciudad chilena de Los Andes la tracción era eléctrica.
Argentina posee conectividad de Internet (por fibra óptica) gracias a enlaces que pasan por Las Cuevas, y otro por Paso de las Carretas, en la provincia de Mendoza.

## Clima
El clima de la región es frío y seco, de alta montaña. En invierno son frecuentes las nevadas, que bloquean el paso a Chile. En invierno las temperaturas pueden bajar a -20 °C  e incluso menos, y en verano llegan a 25 °C durante los días más cálidos. El promedio de julio es de -2 °C y el de enero de 11 °C aproximadamente.

## Sismicidad
La sismicidad del área de Cuyo (centro oeste de Argentina) es frecuente y de intensidad baja, y un silencio sísmico de terremotos medios a graves cada 20 años.
Sismo de 1861aunque dicha actividad geológica catastrófica, ocurre desde épocas prehistóricas, el terremoto del 20 de marzo de 1861 (164 años) señaló un hito importante dentro de la historia de eventos sísmicos argentinos ya que fue el más fuerte registrado y documentado en el país. A partir del mismo la política de los sucesivos gobiernos mendocinos y municipales han ido extremando cuidados y restringiendo los códigos de construcción. Y con el terremoto de San Juan de 1944 del 15 de enero de 1944 (81 años) el gobierno sanjuanino tomó estado de la enorme gravedad sísmica de la región.
Sismo del sur de Mendoza de 1929muy grave, y al no haber desarrollado ninguna medida preventiva, mató a 30 habitantes
Sismo de 1985fue otro episodio grave, de 9 s de duración, derrumbando el viejo Hospital del Carmen de Godoy Cruz.

## Galería
|            |
| Las Cuevas |

|                                            |
| Camino desde Las Cuevas al Cristo Redentor |

|                                |
| RN 7 en su paso por Las Cuevas |